# Talea
Talea község Prahova megyében, Munténiában, Romániában.  A hozzá tartozó település Plaiu.

## Fekvése
A megye nyugati részén található, a megyeszékhelytől, Ploieşti-től, ötvenhat kilométerre északnyugatra, a Kárpátok déli lejtőin, a Prahova folyó jobb oldali partjának a közelében. Talea területén magasodik az 1340 méteres Gurguiatu csúcs.

## Történelem
A 19. század végén a község Prahova megye Peleș járásához tartozott és ugyanazon két településből állt mint manapság, összesen 841 lakossal. A község tulajdonában volt egy iskola valamint két templom, melyek közül az egyiket 1790-ben, a másikat pedig 1878-ban szentelték fel.
1925-ös évkönyv szerint a község lakossága 1065 fő volt.
A két világháború között Sinaia járás része lett. 
1950-ben közigazgatási átszervezés alapján, a Prahova-i régió Câmpina rajonjához került, majd 1952-ben a Ploiești régióhoz csatolták. 
1968-ban ismét megyerendszert vezettek be az országban, a község az újból létrehozott Prahova megye része lett. 

## Lakossága
A nemzetiségi megoszlás a következő:
| 2002     | 2002 | 2002   |
| -------- | ---- | ------ |
| Románok  | 1204 | 100,0% |
| Összesen | 1204 | 100,0% |

## Külső hivatkozások
- A településről
- asociatiaturismprahova.ro
- 2002-es népszámlálási adatok
- Marele Dicționar Geografic al României